# Радж Сінґх
Радж Сінґх (*राणा राज सिंह, 24 вересня 1629 —22 жовтня 1680) — раджа князівства Мевар у 1652–1680 роках, поет, один з очільників повстання проти Великих Моголів.

## Життєпис
Походив з впливового раджпутського клану Сесодія. Син раджі Джаґат Сінґха I. Отримав гарну освіту, замолоду захоплювався музикою та літературою. Водночас оволодів військовою майстерністю раджпутів. У 1652 році після смерті батька успадкував трон Мевара. Під час боротьби у 1657–1659 роках за владу між Дара Шукохом та Ауранґзебом залишався над сутичкою. Втім, після перемоги останнього виявив вірність. Згодом брав участь у військових походах падишаха проти афганських племен у 1660—1670-х роках.
Водночас здійснив вчинок, що налаштував Аурангзеба проти Радж Сінґха. Він на прохання Чанчалкумарі, доньки раджи князівства Кішангарх, викрав її з батьківського замку. Хоча Радж знав, що Чанчалкумарі повинна була стати дружиною падишаха.
Остаточно розсварило раджпута з Аурангзеба справа спадковості трону Марвара. У 1678 році помирає магараджа Джасвант Сінґх, правитель цього князівства. Двоє вагітних його дружин народили хлопчики, з яких вижив один — Аджит. Його мати походила з клану Сесодія. Проте падишах вирішив скористатися з непевної ситуації, щоб захопити Марвар. Спочатку Радж Сінґх не намагався протидіяти моголам у захоплені Марвар. Він лише дав прихисток Аджиту з матір'ю, які втекли з Делі. Проте Аурангзеб наказав Раджит Сінґху очолити збір джизьї (податку на невірних) в Раджпутані. Це викликало обурення останнього. Це моголи використали як привід, щоб напасти на Мевар.
Радж Сінґх вимушений був відступити у гори, залишивши столицю Удайпур і важливу фортецю Читор. після цього розпочалася тривала війна. Спочатку Радж зазнав поразки від могольської армії при Раджсаманді. Втім, незабаром переміг шах-заде Акбара при Гогунді, військовика Ділі-хана, що йшов на зустріч з Акбаром також було розбито. Слідом за тим Радж Сінґх завдав поразки шах-заде Азаму біля Чітора. Водночас ще раз переміг шах-заде Акбара при Годварі. В результаті уся територія князівства Мевар була звільнена від моголів. При цьому Радж Сінґх та союзні раджпути вступили у союз з шах-заде Акбаром, пропонуючи тому повалити падишаха Ауранґзеба.
За цих обставин з'явилась можливість раджпутам поставити на трон імперії союзного їм падишаха. Та 22 жовтня 1680 року Радж Сінґх раптово помер. За деяким відомостями, його було отруєно за наказом Ауранґзеба. Справу Раджа продовжив його син Джай Сінґх.

## Творчість
Був відомий як поціновувач та покровитель поетів. Радж Сінґх сам складав вірші, збірки яких отримали назву «куткал-чанд».